# Канова (Нью-Мексико)
Канова (англ. Canova) — переписна місцевість (CDP) в США, в окрузі Ріо-Арріба штату Нью-Мексико. Населення — 102 особи (2020).

## Географія
Канова розташована за координатами 36°10′4″ пн. ш. 105°59′20″ зх. д. / 36.16778° пн. ш. 105.98889° зх. д. (36.167839, -105.988802).  За даними Бюро перепису населення США в 2010 році переписна місцевість мала площу 2,24 км², з яких 2,19 км² — суходіл та 0,05 км² — водойми.

## Демографія
Згідно з переписом 2010 року, у переписній місцевості мешкало 118 осіб у 42 домогосподарствах у складі 29 родин. Густота населення становила 53 особи/км².  Було 48 помешкань (21/км²).
Расовий склад населення:
| - 83,1 % — білих - 5,9 % — корінних американців - 0,8 % — азіатів - 10,2 % — осіб інших рас |

До двох чи більше рас належало 0,0 %. Частка іспаномовних становила 76,3 % від усіх жителів.
За віковим діапазоном населення розподілялося таким чином: 27,1 % — особи молодші 18 років, 65,3 % — особи у віці 18—64 років, 7,6 % — особи у віці 65 років та старші. Медіана віку мешканця становила 36,0 року. На 100 осіб жіночої статі у переписній місцевості припадало 107,0 чоловіків;  на 100 жінок у віці від 18 років та старших — 91,1 чоловіків також старших 18 років.
Цивільне працевлаштоване населення становило 0 осіб. 